# Wianowłostka
Wianowłostka (Delonix L.) – rodzaj roślin z rodziny bobowatych (Fabaceae) z podrodziny brezylkowych (Caesalpinioideae). Obejmuje 12 gatunków. Naturalny zasięg tych roślin obejmuje Afrykę środkową i wschodnią od Madagaskaru po Egipt oraz Półwysep Arabski. Centrum zróżnicowania jest Madagaskar, gdzie rośnie 9 gatunków. Stamtąd pochodzi także wianowłostka królewska D. regia (bardzo tam rzadka i przez długi czas zaginiona, odkryta ponownie w 1932), zwana „płomieniem Afryki”, szeroko rozprzestrzeniona w strefie tropikalnej. Są to drzewa rosnące w okresowo suchych lasach tropikalnych, w leśnych i zaroślowych formacjach kserofitycznych, zwykle preferując przy tym podłoże węglanowe.
Poza najszerzej stosowaną wianowłostką królewską także inne gatunki z rodzaju uprawiane są jako drzewa cieniodajne i alejowe, niektóre wydzielają żywice używane jako klej lub ssane jako słodycz, z pni sporządza się łodzie, nasiona są jadalne.

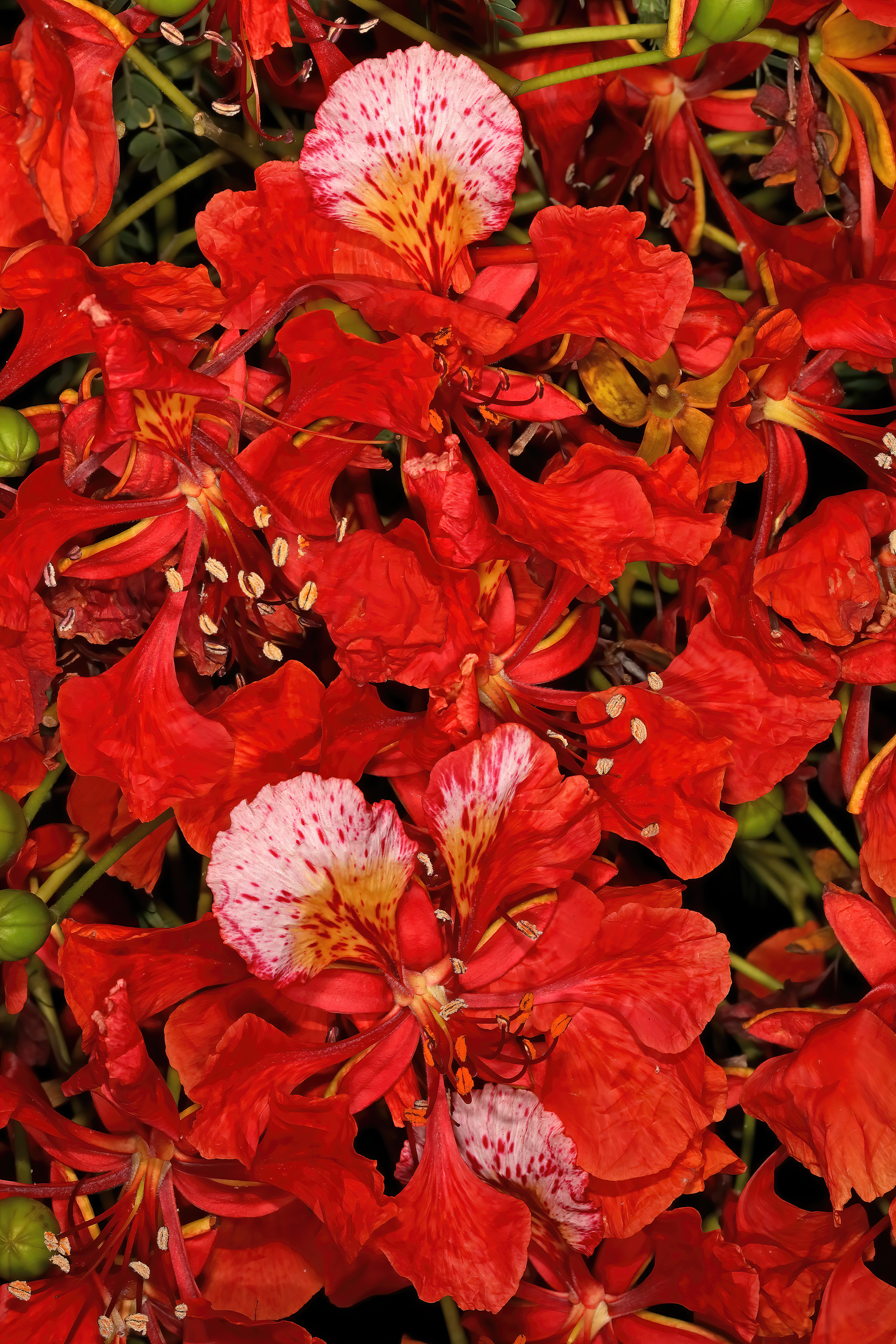
Kwiaty wianowłostki królewskiej

## Morfologia
PokrójDrzewa o pędach nieuzbrojonych.
LiściePodwójnie pierzastozłożone, czasem z szeregiem osi drugiego rzędu, na których osadzonych jest naprzeciwlegle po kilkadziesiąt listków, u D. regia bywa ich w sumie do tysiąca na jednym liściu.
KwiatyZebrane po kilka do ok. 20 w grona i baldachogrona, które rozwijają się często blisko siebie, tworząc wrażenie okazałych kwiatostanów złożonych. Hypancjum okazałe, silnie wydłużone, wyglądające jak szypułka. Działek kielicha pięć. Płatki korony okazałe, wszystkie zwężone u nasady w paznokieć, z szeroką, zaokrągloną lub nerkowatą łatką na szczycie. Górny płatek często odmienny od pozostałych kształtem i kolorem. Płatki u różnych gatunków białe, żółte lub szkarłatnoczerwone. Pręcików 10, często są one okazałe. Zalążnia siedząca, naga lub owłosiona.
OwoceSkórzaste i drewniejące strąk osiągające od kilkunastu do 70 cm długości, równowąskie do eliptycznorównowąskich, zawierające liczne nasiona.

## Systematyka
Pozycja systematyczna
Rodzaj z rodziny bobowatych Fabaceae, a w jej obrębie z podrodziny brezylkowych Caesalpinioideae i plemienia Caesalpinieae. Rodzaj w obrębie plemienia wchodzi w skład grupy  Peltophorum.
Wykaz gatunków
- Delonix baccal (Chiov.) Baker f.
- Delonix boiviniana (Baill.) Capuron
- Delonix brachycarpa (R.Vig.) Capuron
- Delonix decaryi (R.Vig.) Capuron
- Delonix edule (H.Perrier) Babineau & Bruneau
- Delonix elata (L.) Gamble
- Delonix floribunda (Baill.) Capuron
- Delonix leucantha (R.Vig.) Du Puy, Phillipson & R.Rabev.
- Delonix pumila Du Puy, Phillipson & R.Rabev.
- Delonix regia (Bojer ex Hook.) Raf. – wianowłostka królewska
- Delonix tomentosa (R.Vig.) Capuron
- Delonix velutina Capuron